# Teofil Lijewski
Teofil Lijewski (ur. 1930 w Poznaniu, zm. 10 listopada 2010 w Warszawie) – polski geograf ekonomiczny, specjalista w zakresie geografii transportu, przemysłu i turystyki, profesor nadzwyczajny PAN.

## Życiorys
Urodził się w 1930 w Poznaniu, w rodzinie kolejarskiej. Do wybuchu II wojny światowej ukończył dwie klasy szkoły powszechnej, w czasie okupacji kształcił się w domu i ukończył pierwszą klasę gimnazjum. Przeżył miesięczne oblężenie miasta w 1945, po zniszczeniu domu rodzina przeniosła się do Jeleniej Góry, gdzie mieszkał w latach 1945–1950. Uzyskał maturę w 1950 w tamtejszym Liceum im. Stefana Żeromskiego i rozpoczął studia geograficzne na Uniwersytecie Poznańskim. Jako student uczestniczył w badaniach naukowych nad małymi miastami przewidzianymi na przyszłe ośrodki powiatowe, prowadzonych pod kierunkiem Antoniego Kuklińskiego. Następnie, po skończeniu studiów I stopnia, kontynuował studia specjalistyczne z geografii ekonomicznej (praca magisterska w 1955).
Już podczas studiów został zatrudniony jako zastępca asystenta na Studium Zaocznym SGPiS przy ówczesnej Wyższej Szkole Ekonomicznej w Poznaniu. Następnie przeniósł się do stolicy, w latach 1955–1959 był projektantem i starszym projektantem w Biurze Urbanistycznym Warszawy, gdzie zajmował się rozmieszczeniem miejsc pracy i zamieszkania ludności i wynikającymi z tego następstwami w transporcie. Odbył studia aspiranckie w zakresie geografii ekonomicznej na Uniwersytecie Warszawskim, ukończone w 1958.
Od jesieni 1958 pracował w Instytucie Geografii (obecnie Instytut Geografii i Przestrzennego Zagospodarowania im. Stanisława Leszczyckiego) PAN, z którym związał większość swojego życia zawodowego i w którym przeszedł wszystkie etapy kariery naukowej. W latach 1966–1978 kierował Zakładem Geografii Przemysłu i Komunikacji PAN, w 1969–1971 był sekretarzem Rady Naukowej IG PAN.
Interesował się geografią transportu, przemysłu i geografią regionalną. Badał wyposażenie Polski w sieć transportu publicznego (PKP, PKS, transport miejski) i jego rozwój, zestawił pełny chronologiczny wykaz dat otwarcia wszystkich linii kolejowych na terytorium kraju. Jako pierwszy w Polsce zajmował się problematyką codziennych przejazdów ludności, w szczególności dojazdów do pracy. W 1961 obronił rozprawę doktorską pt. Stosunki komunikacyjne na obszarze województwa białostockiego, a w 1967 przedstawił rozprawę habilitacyjną pt. Dojazdy do pracy w Polsce. W 1980 uzyskał tytuł profesora nadzwyczajnego nauk geograficznych.
Wspólnie ze Stanisławem Leszczyckim i Stanisławem Misztalem kierował pracami nad Atlasem przemysłu Polski – pierwszą szczegółową prezentacją kartograficzną rozmieszczenia zakładów przemysłowych w kraju, za koncepcję i opracowanie tego atlasu otrzymali w 1976 Nagrodę Państwową II stopnia, pierwszą taką nagrodą za opracowanie geograficzne.
Brał udział w przygotowaniu reformy administracyjnej kraju, opracowując projekt podziału powiatowego; proponował ok. 25 województw. Uczestniczył w opracowaniach dotyczących wyznaczenia makroregionu funkcjonalnego Warszawy i badaniach obszarów pogranicza Polski. Zajmował się hierarchią ośrodków centralnych i koncentracją aktywności gospodarczej i społecznej w miastach Polski oraz integracją polskiej sieci transportowej z siecią europejską. Opisywał zagrożenia wynikające z żywiołowego rozwoju transportu, krytycznie oceniał nadmierną ekspansję energo- i terenochłonnego transportu drogowego i regres zdecydowanie bardziej przyjaznego dla środowiska transportu kolejowego oraz trakcji elektrycznej w miastach.
Od 1952 członek Polskiego Towarzystwa Turystyczno-Krajoznawczego, od 1953 – Polskiego Towarzystwa Geograficznego, w latach 1984–1987 przewodniczący Oddziału Warszawskiego PTG, w 1994–2000 przewodniczący, a następnie honorowy przewodniczący Komisji Geografii Komunikacji PTG, w 2001 odznaczony Medalem PTG. Członek Komitetu Przestrzennego Zagospodarowania Kraju, rzeczoznawca w zakresie planowania przestrzennego w Towarzystwie Urbanistów Polskich, członek rad naukowych w ośrodkach badawczych oraz różnych komisji i grup studialnych w Międzynarodowej Unii Geograficznej.
Autor ok. 400 prac naukowych, monografii i ekspertyz, z których część nie mogła ukazać się drukiem ze względu na ingerencję cenzury. Był autorem lub współautorem podręczników i książek popularnonaukowych, autorem wielu haseł w Wielkiej Encyklopedii Powszechnej PWN, redaktorem, autorem lub współautorem licznych map dotyczących zagadnień transportu i przemysłu w atlasach (m.in. w Atlasie Rzeczypospolitej Polskiej), podręcznikach szkolnych i akademickich. Opublikował wiele artykułów i notatek popularnonaukowych m.in. w czasopismach „Geografia w Szkole” i „Poznaj Świat”, w latach 1969–1971 był redaktorem naczelnym „Dokumentacji Geograficznej”, następnie redaktorem „Bibliografii Geografii Polskiej” i wieloletnim członkiem rady redakcyjnej „Przeglądu Geograficznego”, w latach 1981–2005 członkiem międzynarodowej rady redakcyjnej czasopisma „Transport Reviews (Routledge)”.
Pochowany na cmentarzu w warszawskich Pyrach.

## Ważniejsze prace
- Atlas przemysłu Polski. Stanisław Leszczycki (przew. kom. red.). Warszawa: IGiPZ PAN, 1961. Brak numerów stron w książce
- Teofil Lijewski: Dojazdy do pracy w Polsce. Warszawa: PWN, 1967, seria: Studia - Komitet Przestrzennego Zagospodarowania Kraju Polskiej Akademii Nauk. Brak numerów stron w książce
- Teofil Lijewski: Województwo warszawskie. Zarys geograficzno-ekonomiczny. Warszawa: PWN, 1968. Brak numerów stron w książce
- Geografia przemysłu Polski. Stanisław Leszczycki, Teofil Lijewski (red.). Warszawa: PWN, 1972, 1974. Brak numerów stron w książce
- Teofil Lijewski: Uprzemysłowienie Polski 1945-1975. Przemiany strukturalne i przestrzenne. PWN, 1978. Brak numerów stron w książce
- Teofil Lijewski: Infrastruktura transportowa Republiki Federalnej Niemiec. T. 78. Warszawa: PWN, 1982, seria: Studia – Polska Akademia Nauk. Komitet Przestrzennego Zagospodarowania Kraju. Brak numerów stron w książce
- Teofil Lijewski, Jerzy Kwiatek: Polska. Podręczny leksykon geograficzny. Toruń: Troja, 1993. ISBN 83-900386-4-1. Brak numerów stron w książce
- Teofil Lijewski, Bogdan Mikułowski, Jerzy Wyrzykowski: Geografia turystyki Polski. Warszawa: Polskie Wydawnictwo Ekonomiczne, 2002. ISBN 83-208-1380-8. Brak numerów stron w książce